# Kwas fosfoenolopirogronowy
Kwas fosfoenolopirogronowy – organiczny związek chemiczny, ester fosforanowy formy enolowej kwasu pirogronowego. Jako anion, (fosfoenolopirogronian) uczestniczy w szeregu procesów biochemicznych w organizmach, np. w glikolizie, glukoneogenezie i fotosyntezie.
| Kwas 2-fosfoglicerynowy | Enolaza | Enolaza | Kwas fosfoenolopirogronowy | Kinaza pirogronianowa | Kinaza pirogronianowa | Kwas pirogronowy |
|                         |         |         |                            |                       |                       |                  |
|                         | H2O     | ADP     | ATP                        |                       |                       |                  |
|                         |         |         |                            |                       |                       |                  |
|                         | H2O     |         |                            |                       |                       |                  |